# 黒宮れい
黒宮 れい（くろみや れい、2000年11月29日 - ）は、日本の女性アイドル、歌手、ミュージシャン、元ジュニアアイドル。埼玉県出身。ロックバンド・BRATS、音楽ユニット・REIRIEのメンバーであり、LADYBABYの元メンバーである。所属事務所はバンビーナ→チャーム。

## 人物・略歴
いもうとシスターズの元メンバーで関東1期生。8歳からジュニアアイドルとして活動を開始する。デビュー当初は姓の付かない「れい」名義で活動していたが、途中から「黒宮れい」名義となる。
姉は同じくいもうとシスターズに所属していた黒宮あや。
2011年8月、同じ事務所の黒宮あや、後藤聖良、まりあと共にバンド「BRATS」を結成し、ヴォーカル＆ギターを担当する。その後メンバーの入れ替わりはあるものの黒宮姉妹は引き続き活動中。
2014年、ミスiD2015にて、準グランプリに相当するミスiD2015を受賞。
2015年3月、ミスiD2015グランプリの金子理江、女装パフォーマーのレディビアードとアイドルグループ「LADYBABY（のちにThe Idol Formerly Known As LADYBABYに改名）」を結成。
2015年11月21日、アーバンギャルドのプロデュース楽曲でBRATSの初のMUSIC VIDEO「十四歳病」をYouTubeにて公開。
2016年12月15日、週刊ヤングジャンプ「サキドルエースSURVIVAL SEASON6」に参加。2017年3・4合併特大号にグラビア掲載。
2017年11月17日、The Idol Formerly Known As LADYBABYからの脱退を発表。
2018年7月2日、ファッションブランド「suiciDe」をスタート。
2023年1月1日、金子理江との新ユニット「REIRIE」の始動を発表。

## 出演

### テレビ
- ピラメキーノ（2011年、テレビ東京）バカウケ コドモ-1GP コドモ審査員

### 映画
- Heavy Shabby Girl（2015年10月21日、東佳苗監督）[12] - 吉田望 役
- My Doll Filter（2017年12月1日、東佳苗監督）[13] - 望 役

### ミュージック・ビデオ
アーバンギャルド
- 「平成死亡遊戯」（2015年12月2日）[14]

大森靖子
- 「愛してる.com」（2016年1月21日）[15]
- 「みっくしゅじゅーちゅ」（2017年9月27日）[16]

GOMESS
- 「Fake」（2016年2月14日）[17]

未来世1/2％
- 「東京に行かないで」（2021年10月26日）[18]

## 作品

### 楽曲

#### シングル
星乃零（CV.黒宮れい）名義
- LOVE 蘭蘭（2015年5月16日、Trillion Starlights）
- SEVEN（2016年3月9日、ファット・カンパニー）

### 書籍

#### 著書
- 私が居なきゃ生きていけないって言ったんだから一生かけて証明してみせてよね（2021年1月29日、主婦の友社）ISBN 4074464861[19]

#### 写真集
- チャイドル誕生「れい」JS3（2010年6月25日、マイウェイ出版） ISBN 978-4-86135-664-3
- 夏休みのヒ・ミ・ツ（2014年8月1日、アイマックス） ISBN 978-4-86475-010-3
- 0 - rei -（2017年8月21日、クリアストーン）[20] ISBN 978-4-90730-147-7

### 映像作品

#### DVD
- Drop Attractive 05 REI れい（2009年9月15日、ドロップ）
- Drop Attractive 07 REI れい（2009年9月30日、ドロップ）
- ここにいるよ。（2009年11月10日、らむね）
- みぃつけたっ!（2009年12月10日、らむね）
- たっぷり れい（2010年1月25日、アイマックス）
- たっぷり れい Part2（2010年2月10日、アイマックス）
- たっぷり れい Part3（2010年3月10日、アイマックス）
- 純真無垢 〜ホワイトレーベル〜 れい（2010年5月10日、アイマックス）
- 純真無垢 〜ホワイトレーベル〜 れい Part2（2010年7月10日、アイマックス）
- たっぷり れい Part4（2010年9月10日、アイマックス）
- いもうと目線 れいとふたりっきり 目線をそらすな、ボクの妹… Part1（2010年11月10日、アイマックス）
- たっぷり れい Part5（2010年12月10日、アイマックス）
- たっぷり れい Part6（2011年1月25日、アイマックス）
- 純真無垢 〜ホワイトレーベル〜 れい Part3（2011年3月11日、アイマックス）
- いもうと目線 れいとふたりっきり 目線をそらすな、ボクの妹… Part2（2011年4月10日、アイマックス）
- 純真無垢 〜ホワイトレーベル〜 Part4（2011年5月25日、アイマックス）
- いもうと目線 れいとふたりっきり 目線をそらすな、ボクの妹… Part3（2011年6月10日、アイマックス）
- ニーハイコレクション 〜絶対領域〜（2011年8月25日、アイマックス）
- 純真無垢 〜ホワイトレーベル〜 Part5（2011年11月10日、アイマックス）
- chama DVD 19「Charmy Cream」（2011年12月28日、ワイレア出版）
- しまコレ 〜しましまコレクション〜（2012年3月10日、アイマックス）
- Preteen one vol.01「プリティーン・ワン」（2012年4月27日、大洋図書）
- 純真無垢 特別編 〜アニま〜る〜（2012年6月10日、アイマックス）
- 夏少女（2012年8月10日、アイマックス）
- いもうと目線 れいとふたりっきり 目線をそらすな、ボクの妹… Part4（2012年10月10日、アイマックス）
- 天真爛漫（2012年10月25日、アイマックス）
- 夏少女 Part2 〜夏の思い出〜（2012年12月10日、アイマックス）
- ニーハイコレクション 〜絶対領域〜 Part2（2013年1月25日、アイマックス）
- いもうと目線 れいとふたりっきり 目線をそらすな、ボクの妹… Part5（2013年2月10日、アイマックス）
- 天真爛漫 Part2（2013年2月25日、アイマックス）
- うぶ（2013年3月25日、アイマックス）
- 純真無垢 〜ホワイトレーベル〜 Part6 Final版（2013年5月21日、アイマックス）
- ニーハイコレクション 〜絶対領域〜 Part3（2013年5月25日、アイマックス）
- 夏少女 Part3（2013年7月10日、アイマックス）
- 天真爛漫 Part3（2013年8月25日、アイマックス）
- 夏少女 Part4（2013年9月25日、アイマックス）
- いもうと目線 れいとふたりっきり 目線をそらすな、ボクの妹… Part6（2013年10月25日、アイマックス）
- ニーハイコレクション 〜絶対領域〜 Part4（2013年11月10日、アイマックス）
- 天真爛漫 Part4（2013年12月20日、アイマックス）
- いもうと目線 れいとふたりっきり 目線をそらすな、ボクの妹… Part7（2013年12月20日、アイマックス）
- ニーハイコレクション 〜絶対領域〜 Part5（2014年2月10日、アイマックス）
- 常夏パラダイス（2014年3月25日、アイマックス）
- 常夏パラダイス Part2（2014年4月25日、アイマックス）
- いもうと目線 れいとふたりっきり 目線をそらすな、ボクの妹… Part8（2014年4月25日、アイマックス）
- 天真爛漫 Part5（2014年6月10日、アイマックス）
- いもうと目線 れいとふたりっきり 目線をそらすな、ボクの妹… Part9（2014年6月25日、アイマックス）
- 常夏パラダイス メイキング編（2014年6月25日、アイマックス）
- ニーハイコレクション 〜絶対領域〜 Part6（2014年7月25日、アイマックス）
- 夏少女 Part5（2014年8月25日、アイマックス）
- 夏少女 Part6（2014年8月25日、アイマックス）
- 天真爛漫 Part6（2014年10月10日、アイマックス）
- MASCOT（2014年11月28日、ワイレア出版）
- 夏少女 Part7（2014年12月20日、アイマックス）
- 夏少女 Part8（2014年12月20日、アイマックス）
- ニーハイコレクション 〜絶対領域〜 Part7（2015年1月25日、アイマックス）
- ひとりじめ（2015年1月25日、アイマックス）
- 黒宮れい 〜イケない女の子〜（2015年2月25日、アイマックス）
- 黒宮れい Part2 〜思春期真っ只中〜（2015年2月25日、アイマックス）
- ひとりじめ　Part2（2015年3月25日、アイマックス）
- 天真爛漫 Part7（2015年4月25日、アイマックス）
- ひとりじめ Part3（2015年4月25日、アイマックス）
- 黒宮れい Part3 〜ボクとれいの物語〜（2015年5月25日、アイマックス）
- 夏少女 Part9（2015年6月25日、アイマックス）
- ひとりじめ Part4（2015年6月25日、アイマックス）
- 夏少女 Part10（2015年7月25日、アイマックス）
- ひとりじめ Part5（2015年7月25日、アイマックス）
- ひとりじめ Part6（2015年8月25日、アイマックス）
- 黒宮れい Part4 〜そのままの君でいて〜（2015年8月25日、アイマックス）
- ひとりじめ Part7（2015年9月25日、アイマックス）
- ニーハイコレクション 〜絶対領域〜 Part8（2015年9月25日、アイマックス）
- ひとりじめ Part8（2015年10月25日、アイマックス）
- 黒宮れい Part5 〜夏に咲く少女〜（2015年10月25日、アイマックス）
- ひとりじめ Part9（2015年11月25日、アイマックス）
- 黒宮れい Part6 〜ヒミツの時間〜（2015年11月25日、アイマックス）
- ひとりじめ Part10（2015年12月20日、アイマックス）
- 黒宮れい Part7 〜キミといつまでも〜（2015年12月20日、アイマックス）
- ひとりじめ Part11（2016年1月25日、アイマックス）
- 黒宮れい Part8 〜僕のれいだから〜（2016年1月25日、アイマックス）
- ひとりじめ Part12（2016年2月10日、アイマックス）
- 黒宮れい Part9 〜コスプレイ!〜（2016年2月10日、アイマックス）
- もうひとりの黒宮れい（2016年3月10日、アイマックス)

#### Blu-ray Disc
- 純真無垢 〜ホワイトレーベル〜 Part5（2011年11月10日、アイマックス）
- しまコレ 〜しましまコレクション〜（2012年3月10日、アイマックス）
- 純真無垢 特別編 〜アニま〜る〜（2012年6月10日、アイマックス）
- 夏少女（2012年8月10日、アイマックス）
- いもうと目線 れいとふたりっきり 目線をそらすな、ボクの妹… Part4（2012年10月10日、アイマックス）
- 天真爛漫（2012年10月25日、アイマックス）
- 夏少女 Part2 〜夏の思い出〜（2012年12月10日、アイマックス）
- ニーハイコレクション 〜絶対領域〜 Part2（2013年1月25日、アイマックス）
- いもうと目線 れいとふたりっきり 目線をそらすな、ボクの妹… Part5（2013年2月10日、アイマックス）
- 天真爛漫 Part2（2013年2月25日、アイマックス）
- うぶ（2013年3月25日、アイマックス）
- 純真無垢 〜ホワイトレーベル〜 Part6 Final版（2013年5月21日、アイマックス）
- ニーハイコレクション 〜絶対領域〜 Part3（2013年5月25日、アイマックス）
- 夏少女 Part3（2013年7月10日、アイマックス）
- 天真爛漫 Part3（2013年8月25日、アイマックス）
- 夏少女 Part4（2013年9月25日、アイマックス）
- いもうと目線 れいとふたりっきり 目線をそらすな、ボクの妹… Part6（2013年10月25日、アイマックス）
- ニーハイコレクション 〜絶対領域〜 Part4（2013年11月10日、アイマックス）
- 天真爛漫 Part4（2013年12月20日、アイマックス）
- いもうと目線 れいとふたりっきり 目線をそらすな、ボクの妹… Part7（2013年12月20日、アイマックス）
- ニーハイコレクション 〜絶対領域〜 Part5（2014年2月10日、アイマックス）
- 常夏パラダイス（2014年3月25日、アイマックス）
- 常夏パラダイス Part2（2014年4月25日、アイマックス）
- いもうと目線 れいとふたりっきり 目線をそらすな、ボクの妹… Part8（2014年4月25日、アイマックス）
- 天真爛漫 Part5（2014年6月10日、アイマックス）
- いもうと目線 れいとふたりっきり 目線をそらすな、ボクの妹… Part9（2014年6月25日、アイマックス）
- ニーハイコレクション 〜絶対領域〜 Part6（2014年7月25日、アイマックス）
- 夏少女 Part5（2014年8月25日、アイマックス）
- 夏少女 Part6（2014年8月25日、アイマックス）
- 天真爛漫 Part6（2014年10月10日、アイマックス）
- 夏少女 Part7（2014年12月20日、アイマックス）
- 夏少女 Part8（2014年12月20日、アイマックス）
- ニーハイコレクション 〜絶対領域〜 Part7（2015年1月25日、アイマックス）
- ひとりじめ（2015年1月25日、アイマックス）
- 黒宮れい 〜イケない女の子〜（2015年2月25日、アイマックス）
- 黒宮れい Part2 〜思春期真っ只中〜（2015年2月25日、アイマックス）
- ひとりじめ　Part2（2015年3月25日、アイマックス）
- 天真爛漫 Part7（2015年4月25日、アイマックス）
- ひとりじめ Part3（2015年4月25日、アイマックス）
- 黒宮れい Part3 〜ボクとれいの物語〜（2015年5月25日、アイマックス）
- 夏少女 Part9（2015年6月25日、アイマックス）
- ひとりじめ Part4（2015年6月25日、アイマックス）
- 夏少女 Part10（2015年7月25日、アイマックス）
- ひとりじめ Part5（2015年7月25日、アイマックス）
- ひとりじめ Part6（2015年8月25日、アイマックス）
- 黒宮れい Part4 〜そのままの君でいて〜（2015年8月25日、アイマックス）
- ひとりじめ Part7（2015年9月25日、アイマックス）
- ニーハイコレクション 〜絶対領域〜 Part8（2015年9月25日、アイマックス）
- ひとりじめ Part8（2015年10月25日、アイマックス）
- 黒宮れい Part5 〜夏に咲く少女〜（2015年10月25日、アイマックス）
- ひとりじめ Part9（2015年11月25日、アイマックス）
- 黒宮れい Part6 〜ヒミツの時間〜（2015年11月25日、アイマックス）
- ひとりじめ Part10（2015年12月20日、アイマックス）
- 黒宮れい Part7 〜キミといつまでも〜（2015年12月20日、アイマックス）
- ひとりじめ Part11（2016年1月25日、アイマックス）
- 黒宮れい Part8 〜僕のれいだから〜（2016年1月25日、アイマックス）
- ひとりじめ Part12（2016年2月10日、アイマックス）
- 黒宮れい Part9 〜コスプレイ!〜（2016年2月10日、アイマックス）
- もうひとりの黒宮れい（2016年3月10日、アイマックス）